# Вороново (Удомельский район)
Вороново — деревня в Удомельском городском округе Тверской области.

## География
Деревня находится в северной части Тверской области на расстоянии приблизительно 23 км на северо-восток по прямой от железнодорожного вокзала города Удомля на северном берегу озера Кезадра.

## История
Деревня известна с 1545 года. В 1861 году была владением помещицы Колокольцовой. Здесь было учтено дворов (хозяйств) 8 (1859 год), 22 (1886), 21 (1911). В советский период истории здесь действовали колхозы «Кезадра», им. Ленина, «Луч» и совхоз «Куровский». До 2015 года входила в состав Куровского сельского поселения до упразднения последнего. С 2015 года в составе Удомельского городского округа. Ныне имеет дачный характер.

## Население
Численность населения: 56 человек (1859 год), 114 (1886), 140 (1911), 0 как в 2002 году, так и в 2010.